# Louis Hestaux

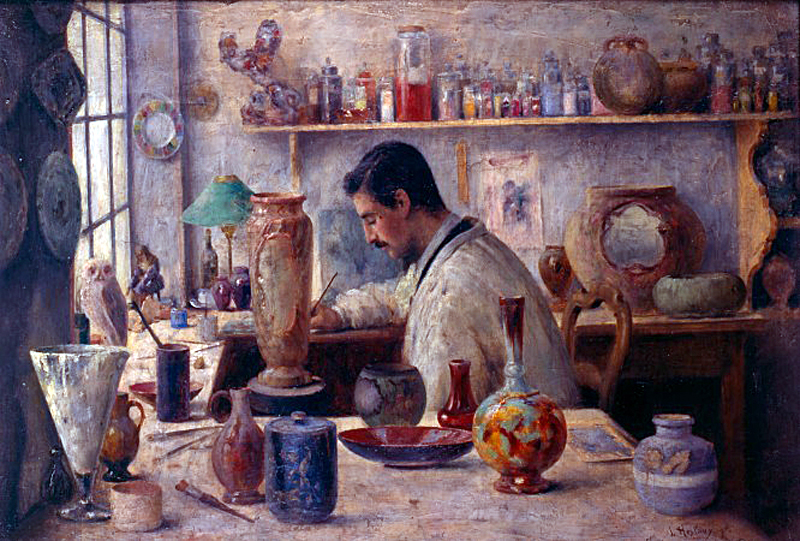
Le peintre sur fayence de Louis Hestaux

Louis Hestaux (Metz, 1858 - Nancy, 1919) fue un pintor y diseñador francés, miembro del comité de dirección de la École de Nancy.
Durante la niñez, en 1871 su familia abandonó su ciudad natal, Metz, al ser anexionada al Imperio alemán tras la guerra franco-prusiana, para establecerse en Nancy, que permaneció en territorio francés. En esta ciudad cursó sus estudios en la École nationale supérieure d'art donde fue alumno de Louis-Théodore Devilly. 
En 1876 entró a trabajar en el taller de Emile Gallé, asumiendo la dirección artística tras el fallecimiento de Gallé. Talentoso y multidisciplinar artista, Hestaux fue acuarelista, dibujante y creó muebles y objetos de decoración mezcla de vidrio, metal, acero, cobre, cuero y madera, con un fuerte simbolismo. También creó diseños de tejidos, tapices y telas para Charles Fridrich.
Varias de sus obras fueron expuestas en la Exposición Universal de París de 1889.